# فالکن فیلد (آریزونا)
فالکن فیلد (آریزونا) (به انگلیسی: Falcon Field (Arizona)) یک فرودگاه همگانی بهره‌برداری هوایی با کد یاتا MSC است که یک باند فرود آسفالت دارد و طول باند آن 1158 متر است. این فرودگاه در شهر میزا کشور ایالات متحده آمریکا قرار دارد و در ارتفاع 425 متری از سطح دریا واقع شده است.